# استفان تسکر
استفان تسکر (انگلیسی: Stefan Thesker؛ زادهٔ ۱۱ آوریل ۱۹۹۱) بازیکن فوتبال اهل آلمان است.
از باشگاه‌هایی که در آن بازی کرده‌است می‌توان به باشگاه فوتبال هانوفر ۹۶، باشگاه فوتبال گروتر فورث، باشگاه فوتبال فورتونا سیتارد، باشگاه فوتبال هوفنهایم، و باشگاه فوتبال توئنته اشاره کرد.
وی همچنین در تیم ملی فوتبال زیر ۲۱ سال آلمان بازی کرده‌است.